# Werdenberger & Obertoggenburger
Der Werdenberger & Obertoggenburger ist eine Schweizer Regionalzeitung für die ehemaligen Bezirke Werdenberg und Obertoggenburg. Sie wird von der Buchs Medien AG herausgegeben, die seit dem 1. Januar 2021 mehrheitlich dem Verlag Galledia gehört. Zuvor erschien sie im Verbund des St. Galler Tagblatts, einem Produkt der CH Media. Bis 2013 kooperierte die Zeitung mit der Südostschweiz. Die Aktienmehrheit lag aber bereits damals bei der NZZ-Mediengruppe.
Der Redaktionssitz der Zeitung ist Buchs. Sie erscheint sechsmal pro Woche (ausser sonntags) in einer WEMF-beglaubigten Auflage von 6'267 (Vj. 6'508) verkauften bzw. 6'648 (Vj. 6'873) verbreiteten Exemplaren und erreicht 14'000 (Vj. 14'000) Leser (WEMF MACH Basic 2019-II).
Von August 2017 bis Juni 2020 erschien jeweils donnerstags A Die Werdenberger Wochenzeitung, eine Grossauflage des Werdenberger & Obertoggenburger mit einer verbreiteten Auflage von 18'360 Exemplaren. Zusätzlich zur Verteilung an die Abonnenten wurde das A auch in die Briefkästen der Nichtabonnenten aus der Region verteilt.